# Anacondas: Trail of Blood
Anacondas: Trail of Blood (conocida como Anaconda 4: Rastro de sangre en Hispanoamérica y España) es una película de terror de 2009, siendo dirigida por Don E. Fauntleroy. La película es una secuela directa de Anaconda 3: Offspring y la cuarta y última entrega de la franquicia Anaconda. Se estrenó en el canal Syfy el 28 de febrero de 2009 y fue lanzada en DVD el 2 de junio de 2009.

## Sinopsis
Una anaconda bebé, que fue capturada en el final de la película anterior, está siendo utilizada en experimentos por un científico. Él crea un híbrido de las orquídeas sangrientas de Borneo que permite a la anaconda crecer muy grande y vivir mucho tiempo, y crea un suero para la regeneración celular. Cuando desaparece, la anaconda se escapa de la jaula y mata al científico en una mina llena de orquídeas sangrientas.

## Reparto
- Crystal Allen como la Dra. Amanda Hayes;
- John Rhys-Davies como Murdoch;
- Linden Ashby como Jackson;
- Călin Stanciu como Alex;
- Danny Midwinter como Scott;
- Ana Ularu como Heather;
- Anca-Ioana Androne como Wendy.